# لزلی مورشد
لزلی جیمز مورشد (انگلیسی: Leslie Morshead; ۱۸ سپتامبر ۱۸۸۹ – ۲۶ سپتامبر ۱۹۵۹) فرمانده نظامی اهل استرالیا بود. وی برندهٔ جوایزی همچون نشان حمام و نشان امپراتوری بریتانیا شده‌است.